# Torben Boye
Torben Boye (2 maggio 1966) è un ex calciatore danese, di ruolo difensore.

## Carriera

### Club
Boye è entrato nell'Aalborg dalla terza divisione del calcio danese, e vide la crescita del club attraverso le file del calcio danese, inoltre vinse il campionato del 1995 e quello del 1999. Nelle competizioni europee ha giocato 10 partite, fra cui la Champions League 1995-1996.

### Nazionale
Pur essendo stato spesso vicino alla convocazione, non ha mai disputato partite con la nazionale.

## Palmarès
- Campionato danese: 2

Aalborg: 1994-1995, 1998-1999